# Carlos Bilardo
Carlos Salvador Bilardo (Buenos Aires, 16 maart 1938) is een voormalig Argentijns profvoetballer en voetbaltrainer. In de jaren 60 verwierf hij bekendheid als speler van Estudiantes. Na zijn actieve carrière werd Bilardo bondscoach van het Argentijnse elftal, dat onder zijn leiding in 1986 de wereldtitel veroverde. Vier jaar later haalde Bilardo met zijn land opnieuw de finale, maar die verloren de Zuid-Amerikanen met 1–0 van West-Duitsland.

## Spelerscarrière
Als kind van Siciliaanse immigranten combineerde Bilardo het spelen van voetbal met een studie geneeskunde. Na het doorlopen van de jeugdelftallen van San Lorenzo, werd Bilardo in 1959 opgeroepen voor het Argentijnse jeugdelftal, dat uiteindelijk de titel zou winnen bij de Pan-Amerikaanse Spelen. Ook nam hij in 1960 deel aan het voetbaltoernooi op de Olympische Spelen in Rome. Na het toernooi leek er echter geen plek meer voor hem te zijn bij San Lorenzo. Bilardo maakte vervolgens de overstap naar tweedeklasser Deportivo Español. Ondanks dat hij zich daar kroonde tot clubtopscorer met drieëntwintig doelpunten, werd Bilardo in deze periode langzaam omgevormd tot een defensieve middenvelder.
In 1965 wisselde Bilardo opnieuw van club, toen hij door trainer Osvaldo Zubeldía werd binnengehaald bij Estudiantes. Zubeldía was bezig een team te formeren op basis van spelers uit het jeugdteam, dat bekendstond als A Tercera que Mata ('de Moordende jeugd'), aangevuld met enkele aankopen. Bilardo moest het jonge elftal als aanvoerder vanaf het middenveld gaan leiden. Met de komst van de nieuwe middenvelder brak een succesvolle periode aan. In 1967 won Estudiantes het kampioenschap Metropolitano. Hiermee was de club de eerste buiten de Grote Vijf (Boca Juniors, River Plate, Racing Club, Independiente en San Lorenzo) die deze titel veroverde. Estudiantes won vervolgens de CONMEBOL Libertadores driemaal achtereen (in 1968, 1969 en 1970), de wereldbeker (door Manchester United in 1968 te verslaan) en de Copa Interamericana (in 1969). Nadat Bilardo zijn studie geneeskunde aan de Universiteit van Buenos Aires had voltooid, beëindigde hij in 1970 zijn actieve carrière.

## Trainerscarrière
Bilardo vulde vervolgens zijn tijd met het trainerschap bij Estudiantes, zijn familie en de meubelhandel van zijn vader. Daarnaast verrichtte Bilardo onderzoek naar darmkanker en was hij actief als gynaecoloog. In 1976 stopte hij echter als arts omdat Bilardo van mening was dat je voor dat vak fulltime beschikbaar diende te zijn en hij dit niet kon waarmaken.
Nadat Bilardo twee jaar trainer was geweest van het Colombiaanse Deportivo Cali en een korte periode bij San Lorenzo, werd hij bondscoach van Colombia. Bilardo wist zich niet met zijn team echter niet te kwalificeren voor het WK 1982 en moest om die reden opstappen. Hij werd opgevolgd door Efraín Sánchez. Estudiantes had inmiddels echter een terugkeer van haar voormalige trainer voorbereid. Door de verkoop van Patricio Hernández aan Napoli voor een recordbedrag, beschikte Estudiantes over de financiële mogelijkheden om diverse versterkingen te halen op Bilardo's verzoek. Dit wierp zijn vruchten af: Bilardo bezorgde de club in 1982 het kampioenschap Metropolitano. Het vertoonde spel van Estudiantes, dat was gebaseerd op de tactieken van Zubeldía, was de Argentijnse voetbalbond inmiddels niet ontgaan. Zij boden Bilardo daarom in 1984 de mogelijkheid om bondscoach te worden van het Argentijnse elftal.
Bij Argentinië voerde Bilardo grote wijzigingen door. Zo liet hij het Argentijnse elftal onder ander overschakelen op een bijna revolutionaire 3-5-2-formatie. Daarnaast wees hij Diego Maradona voor aanvang van het WK 1986 aan als aanvoerder van Argentinië en niet Daniel Passarella (aanvoerder tijdens het gewonnen WK in 1978) of Jorge Valdano. Het kwam Bilardo op de nodige kritiek te staan maar Maradona zou uiteindelijk uitgroeien tot de beste speler van het WK en een cruciale rol spelen bij het behalen van de wereldtitel. Vier jaar later haalde Argentinië onder leiding van Bilardo opnieuw de finale van een WK. Ditmaal werd echter van dezelfde tegenstander als in de vorige finale, West-Duitsland, met 1–0 verloren.
Na 1990 wisselde Bilardo het trainerschap af met journalistiek en les geven. Bilardo zou bij Sevilla en Boca Juniors als trainer nog tweemaal met Maradona worden herenigd.

## Erelijst
Als speler
 San Lorenzo
- Primera División: 1959

 Estudiantes
- Primera División: Metropolitano 1967
- CONMEBOL Libertadores: 1968, 1969, 1970
- Wereldbeker voor clubteams: 1968
- Copa Interamericana: 1969

 Argentinië
- Pan-Amerikaanse Spelen: 1959

Als trainer
 Estudiantes
- Primera División: Metropolitano 1982

 Argentinië
- FIFA WK: 1986

Individueel
- Zuid-Amerikaans Trainer van het Jaar: 1986, 1987
- Konex Award (1): 1990
- World Soccer Grootste Trainer aller Tijden (plek 29): 2013